# Google Blog Search

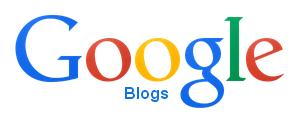
Google Blogs

Google Blogs, alias Google Blog Search of Google Zoeken in blogs, was een zoekmachine en een web 2.0-dienst van Google om naar teksten of documenten op weblogs te zoeken. De resultaten gaven alle blogs weer, niet alleen die van Blogger (het weblogplatform van Google). Google Blog Search werd in 2005 gelanceerd. Google zette het project in mei 2014 stop.